# 下埃厄格拉本河
49°36′15.87″N 10°37′17.71″E / 49.6044083°N 10.6215861°E
下埃厄格拉本河是德國的河流，位於該國東南部，由巴伐利亞負責管轄，屬於埃厄河的右支流，河道全長1公里，流域面積0.8平方公里。